# Phthinosuchus
Phthinosuchus es un género extinto de terápsidos que vivieron durante el Pérmico medio (Wordiense y Capitaniense). Sus fósiles se han encontrado en Rusia; se conoce por el holotipo (PIN 1954/3), un cráneo parcial con parte de la mandíbula. A este género se le asigna una sola especie, Phthinosuchus discors. Phthinosuchus es el único miembro de su familia (Phthinosuchidae); el suborden al que pertenece no está claro por los restos fragmentarios de la especie: puede ser miembro de los biarmosiquios o ser miembro de un suborden propio (Phthinosuchia). El género Phthinosaurus puede ser un animal filogenéticamente cercano, aunque Tatarinov le asigna su propia familia, Phthinosauridae. Phthinosuchus es uno de los terápsidos más primitivos que se conocen. 
El aspecto de Phthinosuchus recuerda vagamente a los esfenacodontos, como Dimetrodon y Sphenacodon. Su Fosa temporal era mayor que en los esfenacodontos.